# Wojciech Radojewski
Wojciech Radojewski herbu Ogończyk (zm. w 1668 roku) – chorąży inowrocławski w latach 1665-1668, łowczy inowrocławski w latach 1654-1665.
Poseł sejmiku radziejowskiego na sejm 1658 roku, sejm 1665 roku, sejm 1667 roku.